# Joaquín Vizcaíno
Joaquín Vizcaíno y Martínez Moles, marqués consorte y viudo de Casa Pontejos, (La Coruña, 21 de agosto de 1790 - Madrid, 30 de septiembre de 1840) fue un militar, político y filántropo español, de ideas ilustradas y liberales, corregidor de Madrid y fundador de la primera caja de ahorros de España.

## Biografía
Perteneciente a una familia hidalga oriunda de Vicálvaro (Madrid), nació el 21 de agosto de 1790 en La Coruña, donde su padre estaba destinado como fiscal togado de la Real Audiencia de Galicia. En 1816 probó la nobleza de sus cuatro costados para ingresar en la Orden de Santiago.
Inició muy joven la carrera militar, combatió en la Guerra de la Independencia y alcanzó el empleo de capitán de Dragones. Durante el Trienio Liberal se alistó en la Milicia Nacional de Caballería, y hubo de exiliarse en 1823, tras la restauración del absolutismo. Residió casi una década en París, y también en el Reino Unido.

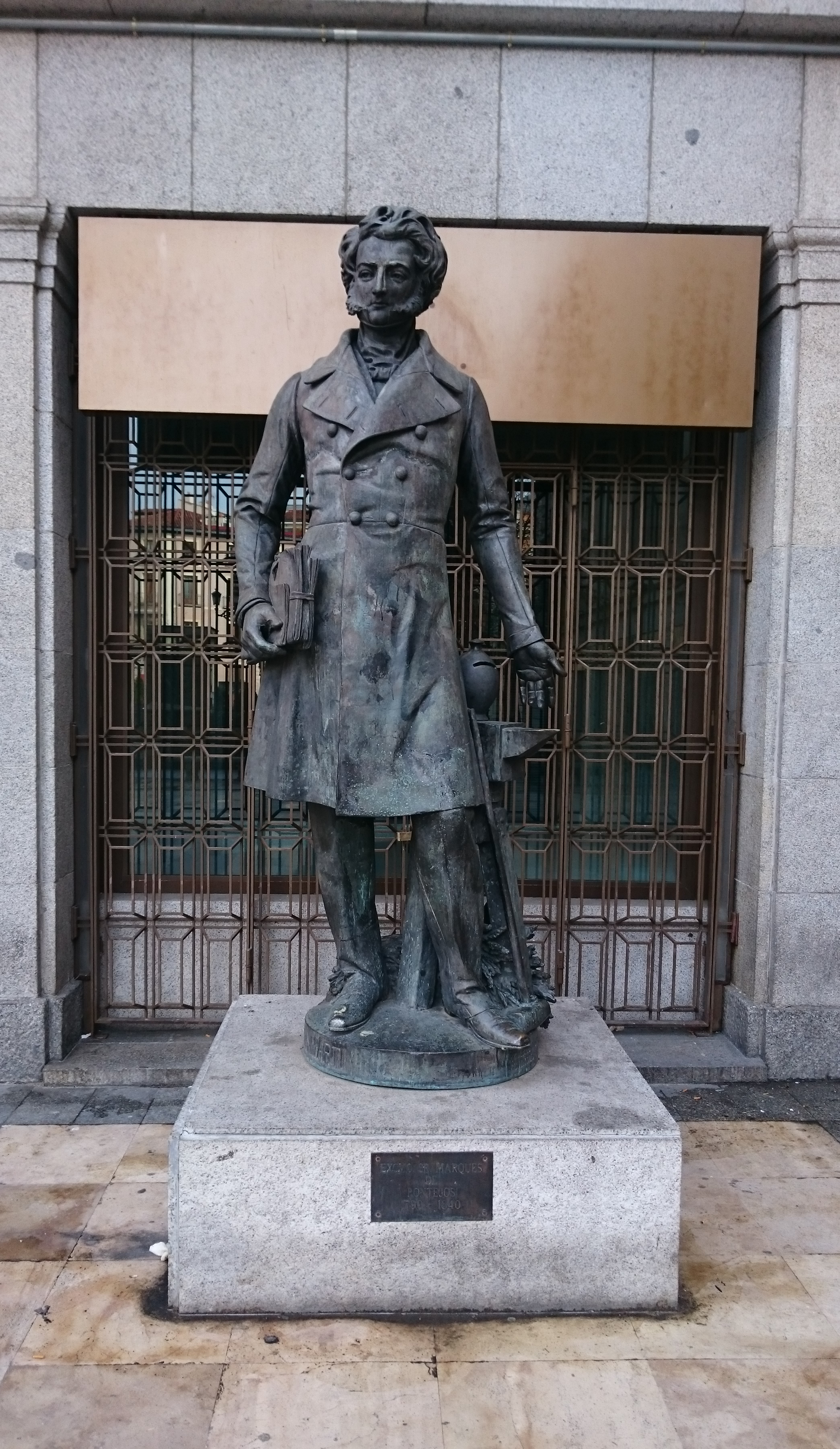
Estatua del Marqués de Pontejos (Medardo Sanmartí, 1889) en la plaza de las Descalzas de Madrid.

En 1817 había casado con Mariana de Pontejos y Sandoval, IV marquesa de Casa Pontejos, que era 18 años mayor que él y dos veces viuda. Su mujer le acompañó al exilio y murió en 1834, al poco de regresar.
De 1834 a 1836 fue corregidor de Madrid. Al frente de este ayuntamiento promovió importantes mejoras en el empedrado, saneamiento, alumbrado y ordenación de la villa y corte. A él se debe el plantío de numerosos árboles, la instalación de baños públicos, el levantamiento de un nuevo plano de la villa, el cambio de nombre de bastantes calles, la iniciativa de rotularlas todas, la nueva numeración de las casas, etc. Muchas de estas reformas fueron inspiradas por su buen amigo Ramón Mesonero Romanos. Fue también jefe político de la provincia.
Entre 1837 y 1840 fue senador por la provincia de La Coruña.
En 1838 abandonó la actividad política, y comenzó a trabajar en la creación de su obra más querida: la Caja de Ahorros y Monte de Piedad de Madrid, consiguiendo importantes apoyos como el del capitalista Francisco del Acebal. Esta institución benéfica fue erigida por Real Decreto del 31 de octubre de 1838, que encomendaba su dirección a una junta presidida por Vizcaíno. Abrió sus oficinas al público el domingo 17 de febrero de 1839. 
Intervino también en la fundación del Ateneo y del Asilo de San Bernardino de Madrid, villa en la que falleció el 30 de septiembre de 1840, a los cincuenta años de edad.

## Reconocimientos
El marqués viudo de Pontejos fue muy querido del pueblo de Madrid. La villa y corte le recuerda en los odónimos de una calle y una plaza, ambas en las proximidades de la Puerta del Sol, y un paseo en el parque del Retiro. Tiene también un busto de bronce en la fuente de la plaza de Pontejos, construida en 1849 a iniciativa de Mesonero Romanos, y en 1892 la Caja de Ahorros le erigió una estatua colosal en la plaza de las Descalzas, obra del escultor Medardo Sanmartí.